# Хокей на зимових Олімпійських іграх 2010 — жінки
Жіночий турнір із хокею з шайбою в програмі Зимових Олімпійських ігор проходив у Ванкувері, Британська Колумбія, з 13 по 25 лютого 2010. У ньому взяли участь 8 команд, розбитих на першому етапі на дві групи, в яких проводилися ігри за коловою системою. Дві перші команди кожної групи виходили у півфінал, решту команд розігрували місця з 5 по 8.
Перемогла в турнірі збірна Канади, завдавши в фінальній грі поразки команді США з рахунком 2-0. Третє місце здобула збірна Фінляндії, перемігши 3-2 збірну Швеції в овертаймі.
На турнірі відбулося 20 матчів: 12 на попередньому етапі, 4 в розіграші місць з 5 по 8, 4 в фінальній групі: 2 півфінали; гра за бронзові медалі; фінальна гра.
Відвідування ігор склало 162419, в середньому 8120 глядачів на гру, що є рекордом для відвідування жіночого турніру під егідою  IIHF.

## Попередній раунд

### Група A
| 13 лютого 2010 12:00 | Швеція | 3-0 (1-0, 1-0, 1-0) | Швейцарія | Зимовий спортивний центр УБК, Ванкувер Глядачів: 5222 |

| Протокол | Протокол  | Протокол  | Протокол | Протокол                           |
| --- | --------- | --------- | -------- | ---------------------------------- |
| | Мартін    | Голкіпери | Шеллінг  | Арбітри: Вразідло Накаяма Рольстад |
| 12'31, Рундквіст (Уден Юханссон, Сведін Тунстрем) 31'35, Енгстрем (Остберг, Мірен) 41'50, Уден Юханссон (Невалайнен) |           |           |          | Арбітри: Вразідло Накаяма Рольстад |
| 14 хв. | Вилучення | 6 хв.     |          | Арбітри: Вразідло Накаяма Рольстад |
| 34 | Кидки     | 16        |          | Арбітри: Вразідло Накаяма Рольстад |

| 13 лютого 17:00 | Канада | 18-0 (7-0,6-0,5-0) | Словаччина | Зимовий спортивний центр УБК, Ванкувер |

| Протокол | Протокол  | Протокол  | Протокол  | Протокол                            |
| --- | --------- | --------- | --------- | ----------------------------------- |
| | Сен-П'єр  | Голкіпери | Томчикова | Арбітри: Джой Тоттман Аразимова Меґ |
| Ірвін (Ваянкур, Джонстон) - 1:39 Боном (Геффорд, Маклеод) - 3:06 Аґоста (Уеллетт, Вікенгейзер) (більшість) - 5:38 Маклеод (Боном, Уеллетт) - 8:21 Аґоста (Келлар, Состорікс) - 11:34 Кінґсбері (Пайпер, Аппс) - 15:09 Состорікс (Геффорд, Аґоста) - 16:20 Ваянкур (Джонстон) - 23:42 Пулен (більшість) - 27:21 Аґоста (Геффорд, Уеллетт) - 30:19 Геффорд (Вікенгейзер) (меншість) - 32:00 Уеллетт (Аппс, Состорікс) (меншість) - 32:44 Маклеод (Пулен, Состорікс) - 36:42 Геффорд (Аґоста, Маклеод) - 44:23 Ірвін (Ваянкур, Ворд) - 44:37 Пайпер (Вікенгейзер) - 46:54 Геффорд (Уеллетт, Келлар) - 51:03 Кінґзбері (Боттеріль) - 52:52 |           |           |           | Арбітри: Джой Тоттман Аразимова Меґ |
| 10 хв. | Вилучення | 12 хв.    |           | Арбітри: Джой Тоттман Аразимова Меґ |
| 67 | Кидки     | 9         |           | Арбітри: Джой Тоттман Аразимова Меґ |

| 15 лютого 2010 14:30 | Швейцарія | 1-10 (0–2, 1–3, 0–5) | Канада | Зимовий спортивний центр УБК, Ванкувер Глядачів: 5413 |

| Протокол                               | Протокол                                                           | Протокол | Протокол       | Протокол                                    |
| -------------------------------------- | ------------------------------------------------------------------ | --- | -------------- | ------------------------------------------- |
|                                        | Домінік Слонґо                                                     | Голкіпери | Шеннон Шабадос | Арбітри: Ніколь Гертріх Маджапуро, Рольстад |
| Лаймґрубер (Леманн, Сен-Марті) - 39:46 | 0 – 1 0 – 2 0 – 3 0 – 4 0 – 5 1 – 5 1 – 6 1 – 7 1 – 8 1 – 9 1 – 10 | 06:27 - Аппс (Кінґзбері, Пайпер) (більшість) 14:25 - Ваянкур (Джонстон) 22:19 - Пайпер (Вікенгейзер) 28:08 - Аґоста (Ворд, Уеллетт) 31:15 - Аґоста (Уеллетт, Геффорд) 40:54 - Геффорд (Вікенгейзер) (меншість) 49:08 - Ворд 49:27 - Пулен 50:43 - Джонстон (Ваянкур, Келлар) 51:55 - Вікенгейзер (Пайпер, Аппс) |                | Арбітри: Ніколь Гертріх Маджапуро, Рольстад |
| 8 хв.                                  | Вилучення                                                          | 10 хв. |                | Арбітри: Ніколь Гертріх Маджапуро, Рольстад |
| 52                                     | Кидки                                                              | 11 |                | Арбітри: Ніколь Гертріх Маджапуро, Рольстад |

| 15 лютого 2010 19:00 | Швеція | 6-2 (3–2, 1–0, 2–0) | Словаччина | Зимовий спортивний центр УБК, Ванкувер Глядачів: 5323 |

| Протокол | Протокол                                        | Протокол                                                                   | Протокол         | Протокол                           |
| --- | ----------------------------------------------- | -------------------------------------------------------------------------- | ---------------- | ---------------------------------- |
| | Сара Ґран                                       | Голкіпери                                                                  | Зузана Томчикова | Арбітри: Айна Гове Аразимова Гішме |
| 05:01 Вінберг (Гольмлев, Гольст, більшість) 12:11 Вінберг (Еліяссон, Гольмлев, більшість) 16:07 Ассергольт (Мюрен, Остберг) 29:07 Вінберг (Андерссон) 46:08 Гольмлев (Гольст, Андерсон, більшість) 53:20 Вінберг (Нордін) | 1 – 0 1 – 1 2 – 1 2 – 2 3 – 2 4 – 2 5 – 2 6 – 2 | 09:52 Джурнякова (Бабоньова, Геріхова) 13:29 Купкова (Цулікова, Капустова) |                  | Арбітри: Айна Гове Аразимова Гішме |
| 10 хв. | Вилучення                                       | 16 хв.                                                                     |                  | Арбітри: Айна Гове Аразимова Гішме |
| 48 | Кидки                                           | 16                                                                         |                  | Арбітри: Айна Гове Аразимова Гішме |

| 17 лютого 2010 14:30 | Канада | 13-1 (5–0, 7–0, 1–1) | Швеція | Зимовий спортивний центр УБК, Ванкувер Глядачів: 5483 |

| Протокол | Протокол                                                                                 | Протокол                                     | Протокол                                                 | Протокол                                 |
| --- | ---------------------------------------------------------------------------------------- | -------------------------------------------- | -------------------------------------------------------- | ---------------------------------------- |
| | Кім Сен-П'єр (замінена в 40:00) Шарлін Лабонте (вийшла в 40:00)                          | Голкіпери                                    | Кім Мартін (замінена в 28:47) Сара Ґран (вийшла в 28:47) | Арбітри: Леа Вразідло Маджапуро Рольстад |
| Аґоста (Пайпер, Уеллетт) - 06:58 ПУлен (Аґоста, Вікенгейзер) - 09:16 Пайпер (Вікенгейзер, Состорікс) - 13:00 Ваянкур (Джонстон, Состорікс) - 15:27 Боном (Аґоста) - 15:57 Аґоста (Геффорд) - 21:06 Геффорд (Уеллетт, Келлар) - 25:36 Вікенгейзер (Аппс) - 25:14 Аппс (Ірвін, Пайпер) - 26:13 Аґоста (Уеллетт, більшість) - 27:59 Пайпер (Вікенгейзер) - 29:17 Ірвін (Ваянкур, Ворд, більшість) - 31:43 Аппс (Маклеод, Вікенгейзер) - 47:43 | 1 - 0 2 - 0 3 - 0 4 - 0 5 - 0 6 - 0 7 - 0 8 - 0 9 - 0 10 - 0 11 - 0 12 - 0 13 - 0 13 - 1 | 52:16 - Тімґлас (Юрданссон, Роот, більшість) |                                                          | Арбітри: Леа Вразідло Маджапуро Рольстад |
| 8 хв. | Вилучення                                                                                | 16 хв.                                       |                                                          | Арбітри: Леа Вразідло Маджапуро Рольстад |
| 52 | Кидки                                                                                    | 13                                           |                                                          | Арбітри: Леа Вразідло Маджапуро Рольстад |

| 17 лютого 2010 19:00 | Словаччина | 2-5 (1–0, 0–1, 1–4) | Швейцарія | Зимовий спортивний центр УБК, Ванкувер Глядачів: 5272 |

| Протокол                                         | Протокол                                  | Протокол                                                                                                  | Протокол        | Протокол                           |
| ------------------------------------------------ | ----------------------------------------- | --- | --------------- | ---------------------------------- |
|                                                  | Зузана Томчикова                          | Голкіпери                                                                                                 | Флоренс Шеллінг | Арбітри: Улла Сіпіля Фледен, Рамбл |
| Чулікова (Чупкова) Чулікова (Капустова, Чупкова) | 1 - 0 1 - 1 2 - 1 2 - 2 2 - 3 2 - 4 2 - 5 | С. Марті С. Марті (Нуссбаум) Бенц (Меєр, Шеллінг) Леманн (Лаймґрубер, меншість) С. Марті (Гафліґер, Бенц) |                 | Арбітри: Улла Сіпіля Фледен, Рамбл |
| 12 хв.                                           | Вилучення                                 | 12 хв. |                 | Арбітри: Улла Сіпіля Фледен, Рамбл |
| 33                                               | Кидки                                     | 45 |                 | Арбітри: Улла Сіпіля Фледен, Рамбл |

| Команда    | І | В | ВП | ПП | П | З  | Пр | Різ. | Очки |
| ---------- | - | - | -- | -- | - | -- | -- | ---- | ---- |
| Канада     | 3 | 3 | 0  | 0  | 0 | 41 | 2  | +39  | 9    |
| Швеція     | 3 | 2 | 0  | 0  | 1 | 10 | 15 | -5   | 6    |
| Швейцарія  | 3 | 1 | 0  | 0  | 2 | 6  | 15 | -9   | 3    |
| Словаччина | 3 | 0 | 0  | 0  | 3 | 4  | 29 | -25  | 0    |

### Група B
| 14 лютого 2010 12:00 | США | 12-1 (5-0, 3-0, 4-1) | Китай | Зимовий спортивний центр УБК, Ванкувер Глядачів: 5278 |

| Протокол | Протокол                   | Протокол                            | Протокол | Протокол                              |
| --- | -------------------------- | ----------------------------------- | -------- | ------------------------------------- |
| | Моллі Шос Бріянн Маклафлін | Голкіпери                           | Ші Яо    | Арбітри: Улла Сіпіля Фледен Сковбакке |
| Руґґ'єро - 2:50 Стек (Чу) - 9:56 Поттер (М. Ламуре) - 14:22 Дуґґан (Стек, Дварвітц, більшість) - 17:40 Поттер (Найт, М. Ламуре) - 18:01 Поттер (Енґстром, Чессон, більшість) - 21:18 Чессон (Марвін, Чу) - 23:46 J. Ламуре (Тетчер) - 39:39 Дуґґан (Марвін, Поттер) - 43:59 Енґстром (Поттер, М. Ламуре) - 50:43 Дарвітц (М. Ламуре, Вейланд) - 54:43 Чу (Дарвітц) - 59:21 |                            | 57:39 - Чжинь (Ма, Сунь, більшість) |          | Арбітри: Улла Сіпіля Фледен Сковбакке |
| 8 хв. | Вилучення                  | 12 хв.                              |          | Арбітри: Улла Сіпіля Фледен Сковбакке |
| 31 | Кидки                      | 7                                   |          | Арбітри: Улла Сіпіля Фледен Сковбакке |

| 15 лютого 2010 16:30 | Фінляндія | 5-1 (1-1, 2-0, 2-0) | Росія | Зимовий спортивний центр УБК, Ванкувер Глядачів: 5275 |

| Протокол | Протокол  | Протокол                          | Протокол         | Протокол                                |
| --- | --------- | --------------------------------- | ---------------- | --------------------------------------- |
| | Нора Реті | Голкіпери                         | Інна Гаченнікова | Арбітри: Марі Енн Ґейдж Річардсон Рамбл |
| 09'30, Сірвіо (Саарінен, Валімакі, подвійна більшість) 23'59, Воутіланієн (Рантамякі) 37'36, Хові (Хійрікоскі) 42'25, Тіккінен (Туомінен, Карвінен) 49'31, Тіккінен (Пелттарі, Карвінен) |           | 06'11, Вафіна (Буріна, більшість) |                  | Арбітри: Марі Енн Ґейдж Річардсон Рамбл |
| 14 хв. | Вилучення | 12 хв.                            |                  | Арбітри: Марі Енн Ґейдж Річардсон Рамбл |
| 34 | Кидки     | 14                                |                  | Арбітри: Марі Енн Ґейдж Річардсон Рамбл |

| 16 лютого 2010 14:30 | Фінляндія | 2-1 (0-1, 2-0, 0-0) | Китай | Зимовий спортивний центр УБК, Ванкувер Глядачів: 5317 |

| Протокол                                            | Протокол    | Протокол    | Протокол | Протокол                               |
| --------------------------------------------------- | ----------- | ----------- | -------- | -------------------------------------- |
|                                                     | Нора Реті   | Голкіпери   | Ші Яо    | Арбітри: Джой Тоттмен Накаяма Сковбаке |
| - 29:13 Рантамякі (Пелттарі, Ліндстедт) 34'02, Хові | 1-0 1-1 2-1 | 18:10 Ван - |          | Арбітри: Джой Тоттмен Накаяма Сковбаке |
| 10 хв.                                              | Вилучення   | 20 хв.      |          | Арбітри: Джой Тоттмен Накаяма Сковбаке |
| 43                                                  | Кидки       | 5           |          | Арбітри: Джой Тоттмен Накаяма Сковбаке |

| 16 лютого 2010 19:00 | Росія | 0-13 (0-5, 0-7, 0-1) | США | Зимовий спортивний центр УБК, Ванкувер Глядачів: 5365 |

| Протокол | Протокол                                                                          | Протокол | Протокол | Протокол                                 |
| -------- | --------------------------------------------------------------------------------- | --- | -------- | ---------------------------------------- |
|          | Пругова (00:00-31:00) Онолбаєва (31:00 - 60:00)                                   | Голкіпери | Веттер   | Арбітри: Ніколь Гертріх Фледен Річардсон |
| – – –    | 0 – 1 0 – 2 0 – 3 0 – 4 0 – 5 0 – 6 0 – 7 0 – 8 0 – 9 0 – 10 0 – 11 0 – 12 0 – 13 | 2'19, М. Ламуре (Дж. Ламуре, Стек) 05'48, Поттер (Найт) 09'54, Тетчер (Поттер, Найт) 12'57, Кегоу (Стек, Дарвітц) 13'56, Поттер (Найт) 20'34, Руґґ'єріо (Чу, Дарвітц) 23:16 Стек (М. Ламуре) 26'01, Дж. Ламуре (Дарвітц) 27'50, Дарвітц (Кегоу) 31'00, Дарвітц (Найт) 31'46, Поттер (Тетчер, Белламі) 33'32, Енгстром (Чессон) 41'05, Чессон (Стек) |          | Арбітри: Ніколь Гертріх Фледен Річардсон |
| 16 хв.   | Вилучення                                                                         | 10 хв. |          | Арбітри: Ніколь Гертріх Фледен Річардсон |
| 7        | Кидки                                                                             | 34 |          | Арбітри: Ніколь Гертріх Фледен Річардсон |

| 18 лютого 2010 14:30 | Китай | 1-2 (0–0, 1–2, 0–0) | Росія | Зимовий спортивний центр УБК, Ванкувер Глядачів: 5391 |

| Протокол             | Протокол          | Протокол                                                                 | Протокол          | Протокол                                |
| -------------------- | ----------------- | ------------------------------------------------------------------------ | ----------------- | --------------------------------------- |
|                      | Ші Яо             | Голкіпери                                                                | Ірина Гашеннікова | Арбітри: Марі Енн Ґейдж Хішме Маджапуро |
| Чжінь (Сунь) - 37:38 | 0 – 1 0 – 2 1 – 2 | Смоленцева (Капустіна, Хомич) 36:02 - Сергіна (Буріна, Перм'якова, біл.) |                   | Арбітри: Марі Енн Ґейдж Хішме Маджапуро |
| 4 хв.                | Вилучення         | 12 хв.                                                                   |                   | Арбітри: Марі Енн Ґейдж Хішме Маджапуро |
| 22                   | Кидки             | 39                                                                       |                   | Арбітри: Марі Енн Ґейдж Хішме Маджапуро |

| 18 лютого 2010 19:00 | США | 6-0 (4–0, 1–0, 1–0) | Фінляндія | Зимовий спортивний центр УБК, Ванкувер Глядачів: 5398 |

| Протокол | Протокол                            | Протокол  | Протокол  | Протокол                               |
| --- | ----------------------------------- | --------- | --------- | -------------------------------------- |
| | Джессі Веттер                       | Голкіпери | Нора Реті | Арбітри: Айна Гове Аразімова Річардсон |
| 08'08, Чу (Руґґеріо) 10'47, Енґстром (М. Ламуре, більшість) 11'29, Даґґан (Дарвітц, Марвін) 18'03, Дарвітц (Енґстром, Чессон) 31'48, Найт (Дарвітц) 58'22, Тетчер (Дж. Ламуре, Руґґеріо) | 1 – 0 2 – 0 3 – 0 4 – 0 5 - 0 6 - 0 |           |           | Арбітри: Айна Гове Аразімова Річардсон |
| 12 хв. | Вилучення                           | 6 хв.     |           | Арбітри: Айна Гове Аразімова Річардсон |
| 42 | Кидки                               | 23        |           | Арбітри: Айна Гове Аразімова Річардсон |

Таблиця
| Команда   | І | В | ВП | П | ПП | З  | Пр | Різ. | Очки |
| --------- | - | - | -- | - | -- | -- | -- | ---- | ---- |
| США       | 3 | 3 | 0  | 0 | 0  | 31 | 1  | +30  | 9    |
| Фінляндія | 3 | 2 | 0  | 0 | 0  | 7  | 8  | -1   | 6    |
| Росія     | 3 | 1 | 0  | 0 | 2  | 3  | 19 | -16  | 3    |
| Китай     | 3 | 0 | 0  | 0 | 3  | 3  | 16 | -13  | 0    |

## Кваліфікаційний раунд
| 20 лютого 2010 14:30 | Швейцарія | 6-0 (2-0, 2-0, 2-0) | Китай | Зимовий спортивний центр УБК, Ванкувер Глядачів: 5454 |

| Протокол | Протокол                | Протокол  | Протокол                                           | Протокол                                |
| --- | ----------------------- | --------- | -------------------------------------------------- | --------------------------------------- |
| | Флоренс Шеллінг         | Голкіпери | Ші Яо (замінена, 7:53) Чзя Даньдань (вийшла, 7:53) | Арбітри: Лея Вразідло Накаяма Сковбакке |
| Леманн (С. Марті) - 07:02 С. Марті - 07:53 Нуссбаум Є. Марті, Леманн, більшість) - 37:12 С. Марті (Леманн, Леймґрубер) - 39:44 С. Марті (Легманн, Меєр) - 54:54 С. Марті (Лаймґрубер, Бенц) | 1-0 2-0 3-0 4-0 5-0 6-0 |           |                                                    | Арбітри: Лея Вразідло Накаяма Сковбакке |
| 16 хв. | Вилучення               | 6 хв.     |                                                    | Арбітри: Лея Вразідло Накаяма Сковбакке |
| 49 | Кидки                   | 21        |                                                    | Арбітри: Лея Вразідло Накаяма Сковбакке |

| 20 лютого 2010 19:00 | Росія | 4-2 (2-0, 1-1, 1-1) | Словаччина | Зимовий спортивний центр УБК, Ванкувер Глядачів: 5488 |

| Протокол | Протокол                | Протокол                                                            | Протокол         | Протокол                        |
| --- | ----------------------- | ------------------------------------------------------------------- | ---------------- | ------------------------------- |
| | Ірина Гашеннікова       | Голкіпери                                                           | Зузана Томчикова | Арбітри: Анна Гове Фледен Рамбл |
| Сотнікова (Лєбедєва) - 07:34 Гаврилова (Сергіна, Смоленцева, біл.) - 18:16 Терентьєва (Капустіна, Дюбанок, мен.) - 33:45 Гаврилова - 50:26 | 1-0 2-0 2-1 3-1 3-2 4-2 | Правликова (Величкова, біл.) - 23:24 Терентьєва (Величкова) - 40:31 |                  | Арбітри: Анна Гове Фледен Рамбл |
| 8 хв. | Вилучення               | 8 хв.                                                               |                  | Арбітри: Анна Гове Фледен Рамбл |
| 43 | Кидки                   | 19                                                                  |                  | Арбітри: Анна Гове Фледен Рамбл |

### Гра за 7 місце
| 22 лютого 2010 14:30 | Китай | 3-1 (0-1, 1-0, 2-0) | Словаччина | Зимовий спортивний центр УБК, Ванкувер Глядачів: 5284 |

| Протокол                                                                        | Протокол                | Протокол                               | Протокол         | Протокол                              |
| ------------------------------------------------------------------------------- | ----------------------- | -------------------------------------- | ---------------- | ------------------------------------- |
|                                                                                 | Ші Яо                   | Голкіпери                              | Зузана Томчикова | Арбітри: Джой Тоттман Гішме Маджапуро |
| Ван Л. (Ю, Чжан) - 37:15 Сунь (Цжан С., Чжінь) - 45:04 Ван Л. (Цжан Б.) - 51:44 | 0 – 1 1 – 1 2 – 1 3 – 1 | 10:37 - Правликова (Юрчова, Величкова) |                  | Арбітри: Джой Тоттман Гішме Маджапуро |
| 4 хв.                                                                           | Вилучення               | 6 хв.                                  |                  | Арбітри: Джой Тоттман Гішме Маджапуро |
| 32                                                                              | Кидки                   | 21                                     |                  | Арбітри: Джой Тоттман Гішме Маджапуро |

### Гра за 5 місце
| 22 лютого 2010 19:00 | Швейцарія | 2-1, буліти (0-1, 1-0, 0-0, 0-0, 1-0) | Росія | Зимовий спортивний центр УБК, Ванкувер Глядачів: 5412 |

| Протокол                                         | Протокол        | Протокол                                  | Протокол          | Протокол                             |
| ------------------------------------------------ | --------------- | ----------------------------------------- | ----------------- | ------------------------------------ |
|                                                  | Флоранс Шеллінг | Голкіпери                                 | Ірина Гашеннікова | Арбітри: Улла Сепіля Аразімова Рамбл |
| 34'11, Марті (Нуссбаум, Меєр, біл.) 70'00, Марті | 0-1 1-1 2-1     | 09'15, Буріна (Сергіна, Перм'якова, біл.) |                   | Арбітри: Улла Сепіля Аразімова Рамбл |
| 10 хв.                                           | Вилучення       | 16 хв.                                    |                   | Арбітри: Улла Сепіля Аразімова Рамбл |
| 27                                               | Кидки           | 33                                        |                   | Арбітри: Улла Сепіля Аразімова Рамбл |

## Фінальний раунд

### Півфінали
| 22 лютого 2010 12:00 | Швеція | 1-9 (0-2, 1-3, 0-4) | США | Дженерал-Моторс-плейс, Ванкувер Глядачів: 16021 |

| Протокол                                | Протокол                                | Протокол | Протокол      | Протокол                                   |
| --------------------------------------- | --------------------------------------- | --- | ------------- | ------------------------------------------ |
|                                         | Кім Мартін                              | Голкіпери | Джессі Веттер | Арбітри: Маріі Енн Ґейдж Накаяма Річардсон |
| Вінберг (Йорданссон, більшість) - 29:34 | 1-0 2-0 3-0 4-0 4-1 5-1 6-1 7-1 8-1 9-1 | 07:14 - М. Ламуре (Поттер, Найт) 08:23 - Даґґан (Кейгоу, Стек, більшість) 23:22 - Руґґ'єро (Дж. Ламуре) 25:58 - Кейгоу (Тетчер) 33:35 - Тетчер (Дж. Ламуре, Лолер) 45:59 - М. Ламуре (Поттер, Енґстром, б.) 47:15 - Вейланд (Лолер) 55:20 - Стек (Чу, Енґстром) 57:19 - М. Ламуре (Найт, б.) |               | Арбітри: Маріі Енн Ґейдж Накаяма Річардсон |
| 8 хв.                                   | Вилучення                               | 10 хв. |               | Арбітри: Маріі Енн Ґейдж Накаяма Річардсон |
| 46                                      | Кидки                                   | 12 |               | Арбітри: Маріі Енн Ґейдж Накаяма Річардсон |

| 22 лютого 2010 17:00 (UTC−7) | Канада | 5-0 (0–2, 0-1, 0-2) | Фінляндія | Дженерал-Моторс-плейс, Ванкувер Глядачів: 16324 |

| Протокол | Протокол                      | Протокол | Протокол       | Протокол                                  |
| -------- | ----------------------------- | --- | -------------- | ----------------------------------------- |
|          | Нора Реті                     | Голкіпери | Шеннон Шабадос | Арбітри: Ніколь Гертріх Ролстад Сковбакке |
|          | 0 – 1 0 – 2 0 – 3 0 – 4 0 – 5 | 5:22 – Пайпер (Аґоста, Геффорд) 14:36 – Ірвін 36:21 – Аґоста (Боном, Геффорд) 44:23 – Ірвін (Джонстон, Ваянкур) 58:57 – Уеллетт (Пулен, м.) |                | Арбітри: Ніколь Гертріх Ролстад Сковбакке |
| 10 хв.   | Вилучення                     | 12 хв. |                | Арбітри: Ніколь Гертріх Ролстад Сковбакке |
| 50       | Кидки                         | 11 |                | Арбітри: Ніколь Гертріх Ролстад Сковбакке |

### Гра за бронзові медалі
| 25 лютого 2010 11:00 | Фінляндія | 3-2, буліти (0-0, 2-1, 0-1, 1-0) | Швеція | Дженерал-Моторс-плейс, Ванкувер Глядачів: 16398 |

| Протокол                                                                                 | Протокол            | Протокол                                                                                     | Протокол  | Протокол                           |
| ---------------------------------------------------------------------------------------- | ------------------- | -------------------------------------------------------------------------------------------- | --------- | ---------------------------------- |
|                                                                                          | Нора Реті           | Голкіпери                                                                                    | Сара Ґран | Арбітри: Гертріх Накаяма Сковбакке |
| 24'24", Пелттарі 36'02", Карвінен (В'ялім'які) 62'33", Рантам'які (Туомінен, Гійрікоскі) | 1-0 1-1 2-1 2-2 3-2 | 32'24", Рот (Йорданссон, Еліяссон) більшість 45'09, Рундквіст (Андерсон, Гольмлев) більшість |           | Арбітри: Гертріх Накаяма Сковбакке |
| 14 хв.                                                                                   | Вилучення           | 12 хв.                                                                                       |           | Арбітри: Гертріх Накаяма Сковбакке |
| 24                                                                                       | Кидки               | 18                                                                                           |           | Арбітри: Гертріх Накаяма Сковбакке |

### Фінал
| 25 лютого 2010 15:30 | Канада | 2-0 (2-0, 0-0, 0-0) | США | Дженерал-Моторс-плейс, Ванкувер Глядачів: 16805 |

| Протокол                                         | Протокол       | Протокол  | Протокол      | Протокол                        |
| ------------------------------------------------ | -------------- | --------- | ------------- | ------------------------------- |
|                                                  | Шеннон Шабадос | Голкіпери | Джессі Веттер | Арбітри: Гов Річардсон Рольстад |
| 13"55', Пулен (Боттеріль) 16"47', Пулен (Аґоста) | 1-0 2-0        |           |               | Арбітри: Гов Річардсон Рольстад |
| 12 хв.                                           | Вилучення      | 10 хв.    |               | Арбітри: Гов Річардсон Рольстад |
| 29                                               | Кидки          | 28        |               | Арбітри: Гов Річардсон Рольстад |

## Підсумкова таблиця
Підсумкова таблиця жіночого хокейного турніру зимової Олімпіади 2010:
| Місце | Команда    |
| ----- | ---------- |
| 1     | Канада     |
| 2     | США        |
| 3     | Фінляндія  |
| 4     | Швеція     |
| 5     | Швейцарія  |
| 6     | Росія      |
| 7     | Китай      |
| 8     | Словаччина |

## Статистика

### Бомбардири
| Місце | Гравець           | Ігор | Голів | Передач | Очок | Штраф | +/- |
| ----- | ----------------- | ---- | ----- | ------- | ---- | ----- | --- |
| 1     | Меґан Аґоста      | 5    | 9     | 6       | 15   | 2     | +14 |
| 2     | Джейна Геффорд    | 5    | 5     | 7       | 12   | 8     | +15 |
| 3     | Стефані Марті     | 5    | 9     | 2       | 11   | 6     | +4  |
| 4     | Дженні Поттер     | 5    | 6     | 5       | 11   | 0     | +8  |
| 5     | Наталі Дарвітц    | 5    | 4     | 7       | 11   | 0     | +6  |
| 6     | Каролін Уеллетт   | 5    | 2     | 9       | 11   | 2     | +12 |
| 6     | Гейлі Вікенгейзер | 5    | 2     | 9       | 11   | 0     | +14 |
| 8     | Чері Пайпер       | 5    | 5     | 5       | 10   | 0     | +12 |
| 9     | Монік Ламуре      | 5    | 4     | 6       | 10   | 2     | +7  |
| 10    | Келлі Стек        | 5    | 3     | 5       | 8    | 2     | +4  |
| 10    | Сара Ваянкур      | 5    | 3     | 5       | 8    | 6     | +7  |

Хет-трики
- Меґан Аґоста (2)
- Джейна Геффорд
- Пернілла Вінберг
- Стефані Марті (2)
- Монік Ламуре
- Дженні Поттер (2)

### Воротарі
Принаймні 40% ігрового часу
| Місце | Воротар           | І | Хв.    | Проп. | Середнє | % сейвів | Сейви |
| ----- | ----------------- | - | ------ | ----- | ------- | -------- | ----- |
| 1     | Шеннон Шабадос    | 3 | 180:00 | 1     | 0.33    | 98.04    | 50    |
| 2     | Джессі Веттер     | 4 | 239:50 | 3     | 0.75    | 95.77    | 68    |
| 3     | Флоренс Шеллінг   | 5 | 301:55 | 16    | 3.18    | 90.91    | 160   |
| 4     | Ірина Гашеннікова | 4 | 250:00 | 10    | 2.40    | 90.20    | 92    |
| 5     | Ші Яо             | 5 | 247:53 | 19    | 4.60    | 88.82    | 151   |

Сухі ігри
- Кім Сен-П'єр
- Шеннон Шабадос (2)
- Кім Мартін
- Флоренс Шеллінг
- Джессі Веттер (2)

## Нагороди
Найціннішим гравцем була названа канадка Меґан Аґоста. Вона також отримала приз директорату як найкращий нападник турніру.
Приз директорату найкращому захиснику одержала американка Моллі Енгстром, приз найкращому вороторю - канадка Шеннон Шабадос.
Представники міжнародних засобів масової інформації назвали команду зірок турніру. До неї увійшли гравці:
| Позиція  | Гравець          | Команда |
| -------- | ---------------- | ------- |
| Воротар  | Шеннон Шабадос   | Канада  |
| Захисник | Анджела Руґґ'єро | США     |
| Захисник | Моллі Енгстром   | США     |
| Нападник | Меґан Аґоста     | Канада  |
| Нападник | Дженні Поттер    | США     |
| Нападник | Марі-Філіп Пулен | Канада  |